# Paperino da Paperopoli a Lillehammer
Paperino da Paperopoli a Lillehammer (titolo originale From Duckburg to Lillehammer), o Paperino - Le olimpiadi invernali, è una storia a fumetti con testo e disegni di Don Rosa, pubblicata nel 1994. Vede Paperino, Qui, Quo, Qua e Gastone che cercano di partecipare alle olimpiadi invernali a Lillehammer.

## Trama
La storia comincia a Paperopoli, con le qualifiche per eleggere il partecipante alle olimpiadi; ad un certo punto arriva Gastone, che si iscrive e, così facendo, tutti gli altri concorrenti si ritirano, tutti salvo Paperino. Le gare vengono vinte da Gastone, grazie alla sua fortuna, ma qualcuno fotografa le occasioni che lo hanno fatto vincere slealmente e così viene squalificato, anche se riuscirà a fare uno splendido accordo con  un industriale. Alle olimpiadi partecipa così Paperino che si era fatto costruire da Archimede Pitagorico degli sci con mini razzi per vincere contro Gastone; ma quando gli viene comunicata la sua vittoria restituisce il telecomando dei mini razzi ad Archimede, ma non gli sci, che i nipotini avevano già spedito in Norvegia e così, Archimede, premendo il pulsante del telecomando mentre Paperino gareggia, lo fa volare contro una montagna.

## Ambientazione
Inizialmente Don Rosa aveva intenzione di ambientare questa storia nelle Olimpiadi norvegesi del 1952: tutte le sue storie sono infatti ambientate negli anni cinquanta, perché l'autore interpreta realisticamente il trascorrere del tempo nei fumetti Disney, ritenendo in particolare Paperone morto nel 1967 e gli altri Paperi molto invecchiati entro la fine del secolo. Tuttavia l'editore impose a Don Rosa di mostrare Lillehammer, dove si sono effettivamente svolte le olimpiadi nel 1994.
Dopo aver realizzato la storia, l'autore ha dichiarato 